# Дисилицид ниобия
Дисилицид ниобия — бинарное неорганическое соединение
ниобия и кремния
с формулой NbSi2,
кристаллы.

## Получение
- Сплавление чистых веществ в инертной атмосфере:

{\displaystyle {\mathsf {Nb+2Si\ {\xrightarrow {1940^{o}C}}\ NbSi_{2}}}}

## Физические свойства
Дисилицид ниобия образует кристаллы
гексагональной сингонии,
пространственная группа P 6222,
параметры ячейки a = 0,4791 нм, c = 0,6588 нм, Z = 3.
При температуре <1,2 К переходит в сверхпроводящее состояние
.